# 非領国地域
非領国地域（ひりょうこくちいき）とは、日本の江戸時代における広域支配体制の一形態を指す用語。幕府や藩などの領地がある程度まとまった範囲の村々を一括支配するのではなく、多くの領主の領地がモザイク状に入り組んだ状態の地域を指す。関東地方や近畿地方など、政治的・軍事的に重要な地域において、まとまった勢力をおくことによって幕府による支配が揺らぐことを防ぐために、江戸時代初期以降に意図的に設定されたと考えられている。